# Rio Duraşu
O Rio Duraşu é um rio da Romênia, afluente do Nechitu, localizado no distrito de Neamţ.